# Île de la Flotte
L'île de la Flotte est une île de la Seine située dans le nord-ouest des Yvelines et rattachée sur le plan administratif à la commune de Bennecourt.
Cette île se trouve dans la concavité d'une boucle de la Seine, en aval de Bonnières-sur-Seine, face au village de Jeufosse dont elle est séparée par le petit bras du fleuve. La pointe aval de l'île se trouve à environ 1,5 km de l'embouchure de l'Epte.
Orientée selon un axe sud-est - nord-ouest, elle mesure environ 2,3 km de long pour une largeur maximale de 300 m. Accessible seulement par bateau, elle ne porte aucune construction. La pointe nord-ouest est boisée.
Cette île aurait servi de base fortifiée aux Vikings qui remontaient la Seine au IXe siècle, leur permettant d'hiverner à l'abri avant de reprendre leurs raids en direction de Paris, notamment en 852 et 856.